# Ethos (Stiftung)
Ethos (voller Name Ethos – Schweizerische Stiftung für nachhaltige Entwicklung) ist eine Schweizer Stiftung, die 1997 von zwei Genfer Pensionskassen gegründet wurde. 

## Beschreibung
Die Ethos Stiftung schliesst mehr als 220 Pensionskassen und andere steuerbefreite Institutionen zusammen. Sie wurde 1997 zur Förderung einer nachhaltigen Anlagetätigkeit gegründet und setzt sich für ein stabiles und gesundes Wirtschaftsumfeld ein, das die Interessen der Gesellschaft als Ganzes langfristig wahrt. Die Ethos Stiftung ist eine Stiftung schweizerischen Rechts, deren oberstes Organ der Stiftungsrat ist. Die Versammlung der Mitstifter gibt Empfehlungen an den Stiftungsrat, insbesondere betreffend die Charta und die Statuten.
Zur Erreichung ihrer Ziele hat die Ethos Stiftung das Unternehmen Ethos Services gegründet. Dieses ist auf nachhaltige Anlagen (Socially Responsible Investment, SRI) spezialisiert und richtet sich vorrangig an institutionelle Investoren. Ethos Services ist im Besitz der Ethos Stiftung und 17 ihrer Mitglieder. Die Generalversammlung wählt den Verwaltungsrat, der seinerseits die Geschäftsleitung ernennt und kontrolliert. Ethos Services beschäftigt zurzeit ca. 20 Mitarbeitende in den Büros in Genf (Hauptsitz) und Zürich.
Der Verein Ethos Académie steht Privatpersonen zur Mitgliedschaft offen, die die Aktivitäten von Ethos unterstützen möchten. Dieser gemeinnützige und steuerbefreite Verein wurde 2012 von der Ethos Stiftung lanciert und hat zurzeit ca. 200 Mitglieder. Ethos Académie führt Sensibilisierungsaktivitäten im Bereich nachhaltige Anlagen durch.  Sein Vorstand besteht aus fünf Mitgliedern, von denen zwei von der Ethos Stiftung ernannt und drei von der Generalversammlung der Mitglieder gewählt werden.
Ethos ist Mitglied unter anderem im Trägerverein zur Konzernverantwortungsinitiative.